# كلارنس شبرد داي

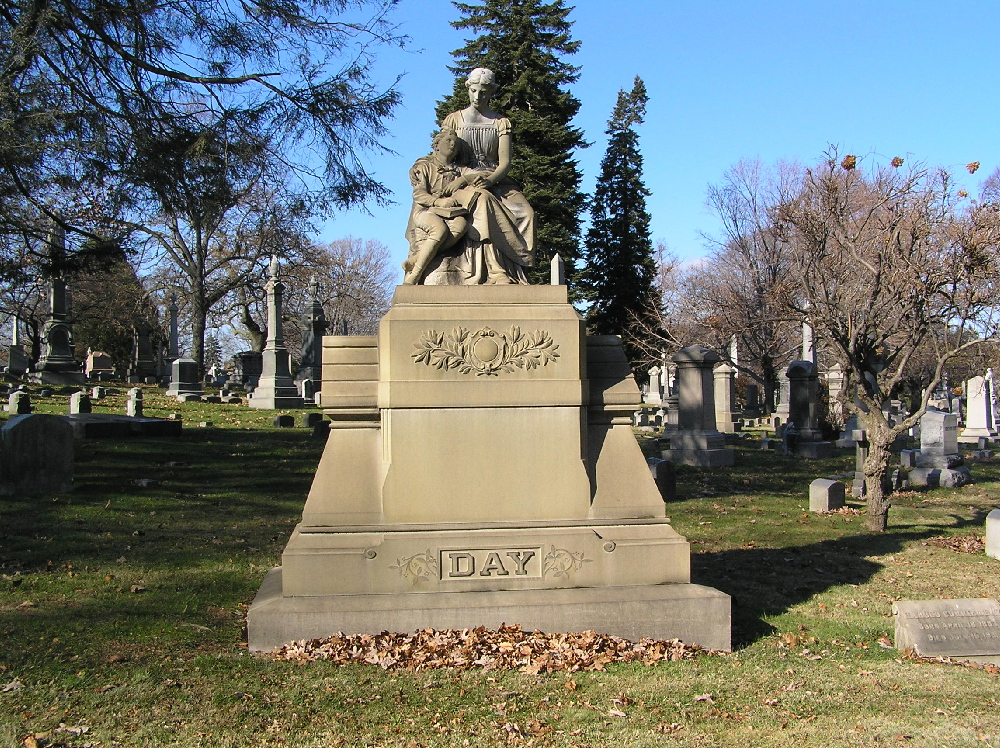

كلارنس شبرد داي (بالإنجليزية: Clarence Day)‏؛ (18 نوفمبر 1874 - 28 ديسمبر 1935)، كاتب أمريكي مارس التجارة ثم ألزمه المرض الفراش فلجأ إلي كتابة المقالات والشعر. تتميز كتاباته بالسخرية الخفيفة وروح الفكاهة. من أشهر كتبه «الله وأبي» 1932 و«الحياة مع أبي» 1935 «الحياة مع أمي» 1937 واقتبس الكاتبان «هوراد لندزي» و«راسل كراوز» بعض الأحداث من هذه الكتب الثلاثة وجعلا منها المسرحية الشهيرة «الحياة مع أبي» التي أخرجت في برودواي ونالت نجاحا كبيرا.

## روابط خارجية
- كلارنس شبرد داي على موقع IMDb (الإنجليزية)
- كلارنس شبرد داي على موقع الموسوعة البريطانية (الإنجليزية)
- كلارنس شبرد داي على موقع قاعدة بيانات برودواي على الإنترنت (الإنجليزية)
- كلارنس شبرد داي على موقع إن إن دي بي (الإنجليزية)
- كلارنس شبرد داي على موقع قاعدة بيانات الفيلم (الإنجليزية)